# Estamos muertos
Estamos muertos (en hangul: 지금 우리 학교는; en hanja: 只今 우리 學校는; RR: Jigeum Uri Hakgyoneun; lit. Now at Our School; título en inglés: All of Us Are Dead), es una serie de televisión surcoreana protagonizada por Park Ji-hoo, Yoon Chan-young, Cho Yi-hyun, Park Solomon, Yoo In-soo y Lee Yoo-mi. Está basada en el webtoon de Naver Now at Our School de Joo Dong-geun, que se publicó entre 2009 y 2011. La serie se estrenó en Netflix el 28 de enero de 2022. A mediados de 2022, la serie fue renovada para una segunda temporada.

## Sinopsis
La historia trata sobre unos estudiantes que quedan atrapados en su instituto, la Hyosan High School, mientras sufren los ataques de sus compañeros infectados por un mortífero virus zombi. Sin agua ni comida, sin contactos con el exterior, deben luchar por su supervivencia y encontrar alguna manera de escapar del instituto y de la ciudad. Mientras tanto, las autoridades han declarado en ella la ley marcial, y el Ejército coreano y la ROKAF la mantienen aislada.
En la segunda temporada, después de sobrevivir al virus zombie de Hyosan, Nam On-jo es una estudiante universitaria en Seúl cuando de repente debe sobrevivir a un nuevo virus zombie mortal que se desata.

## Reparto

### Principal
- Park Ji-hoo como Nam On-jo,[8] estudiante de la clase 2-5, es vecina y amiga de la infancia de Cheong-san. Tiene una gran cantidad de conocimientos relacionados con las habilidades de supervivencia, debido al trabajo de bombero de su padre.
- Yoon Chan-young como Lee Cheong-san, estudiante de la clase 2-5, es vecino y amigo de la infancia de On-jo. Es un chico desinteresado que a menudo antepone el bienestar de los demás a sí mismo, especialmente a On-jo, de quien está enamorado.
- Cho Yi-hyun como Choi Nam-ra, presidenta de la clase 2-5, es estudiosa , es conocida por su actitud fría.
- Park Solomon como Lee Su-hyeok / "Sin calces" (sin calcetines), un estudiante de la clase 2-5, exmiembro del grupo de delincuentes , un hábil luchador que aspira a unirse al ejército y en secreto le gusta Nam-ra.
- Yoo In-soo como Yoon Gwi-nam,[9] un estudiante violento que intimida a otros estudiantes y el principal antagonista.
- Lee Yoo-mi como Lee Na-yeon,[10]  una estudiante rica pero arrogante de la clase 2-5.
- Kim Byung-chul como Lee Byung-chan,[11]  profesor de ciencias y creador del virus, que actúa como un antagonista de la serie.
- Lee Kyoo-hyung como el detective Song Jae-ik,[12]  un detective de la estación de policía de Hyosan.
- Jeon Bae-soo como Nam So-joo, jefe de equipo de bomberos y padre de On-jo.[13]
- Roh Jae-won como Han Du-seok: Líder del equipo del Servicio Nacional de Inteligencia[7][14] (temporada 2)
- Lee Min-jae como Yong Ma-ru: Amigo de la universidad de On-jo[7][14] (temporada 2)
- Kim Si-eun como So Ju-ram: Amiga de la universidad de On-jo[7][14] (temporada 2)
- Yoon Ga-i como Lee Jong-a: Amiga de la universidad de On-jo[7][14] (temporada 2)

### Secundario
- Son Sang-yeon como Jang Woo-jin
- Kim Bo-yoon como Seo Hyo-ryung
- Shin Jae-hwi como Chang-hoon[15]
- Ham Sung-min como Han Kyung-soo
- Lee Chae-eun como Hee-soo
- Bae Hae-sun como Park Eui-won[16]
- Yoon Kyung-ho como Jung Yong-nam.[17]
- Kim Jin-young como Kim Ji-min
- Lee Sang-hee como Park Sun-hwa, profesora de inglés.[18]
- Kim Joo-ah como Yoon Yi-sak, la mejor amiga de On-jo.[19]
- Kim Ji-soo[20]
- Ahn Ji-ho como Kim Cheol-soo, una de las víctimas del acoso de Gwi-nam.
- Ahn Seung-gyun como Oh Joon-young, el mejor estudiante de la escuela.[16]
- Oh Hee-joon[21]
- Ha Seung-ri como Jang Ha-ri.[22]
- Im Jae-hyuk como Yang Dae-soo.[10][23]
- Jung Yi-seo como Kim Hyun-joo.[24]
- Kim Jong-tae como Jin Sun-moo, un comandante militar.
- Woo Ji-hyun.[25]
- Lee Min-goo como Lee Jin-soo, el hijo de Byung-chan que es intimidado.
- Ahn Si-ha como Kim Kyung-mi.[26]
- Jin Ho-eun como Jung Min-jae.
- Cho Dal-hwan como Cho Dal-ho[27]
- Lee Eun-saem como Park Mi-jin.[28]
- Cho Ji-an como Myung Hwan.

### Temporada 2
- Seo Ji-hoon[14]
- Kim Min[29]
- Ahn Dong-goo[30]
- Ryu Sung-Rok[31]
- Han Hyun-jun[32]

## Episodios
| N.º | Título        | Fecha de lanzamiento original |
| --- | ------------- | ----------------------------- |
| 1 | «Episodio 1»  | 28 de enero de 2022           |
| Una pandilla de matones acorrala a Lee Jin-su, estudiante de la preparatoria Hyosan, en la azotea de un edificio. Intenta defenderse, pero es empujado desde la azotea y lo dejan hospitalizado. Jura vengarse de sus matones antes de convertirse repentinamente en un zombi, lo que lleva a su padre, Lee Byeong-chan, a llevar su cuerpo a casa a escondidas. Varios días después, Kim Hyeon-ju, uno de los matones de Jin-su, es mordido por un hámster infectado en el laboratorio de ciencias de la escuela. Byeong-chan, profesor de ciencias de la escuela, lo presencia y la encierra dentro del laboratorio. Ella escapa al día siguiente, aunque ahora infectada y delirando, y muerde a la enfermera de la escuela, Kim Kyung-mi, antes de ser trasladada al hospital. La policía llega a la escuela y arresta a Byeong-chan. Poco después, Kyung-mi se convierte en un zombi y ataca a varios estudiantes, desencadenando un brote viral dentro de la escuela. |               |                               |
| 2 | «Episodio 2»  | 28 de enero de 2022           |
| Los mejores amigos de la infancia, Nam On-jo y Lee Cheong-san, huyen de la cafetería cuando los zombis invaden la escuela. Se refugian en un aula con otros compañeros supervivientes, entre ellos Lee Su-hyeok, Yoon I-sak, Han Gyeong-su, Lee Na-yeon, Yang Dae-su, Oh Joon-yeong, Kim Ji-min, Jang Woo-jin, Seo Hyo-ryung, Kim Min-ji y el presidente de la clase, Choi Nam-ra. Un profesor infectado entra en el aula y muerde a Min-ji después de transformarse, lo que obliga al grupo a huir a otra aula. En el camino, I-sak también es mordido y, después de transformarse, ataca a On-jo, lo que obliga a Cheong-san a empujarla por una ventana. Los estudiantes convierten una manguera contra incendios en una escalera improvisada para descender a la sala de transmisión, donde se reúnen con su maestra del aula, la Sra. Park. Mientras tanto, el abusador escolar Yoon Gwi-nam se esconde en la cocina de la cafetería. Jang Ha-ri y Jung Min-jae, miembros del club de tiro con arco, se refugian con Yoo Jun-seong y Park Mi-jin en un baño. En el hospital, Hyeon-ju, convertido en zombi, muerde a varios, lo que provoca una rápida infección en toda la ciudad. |               |                               |
| 3 | «Episodio 3»  | 28 de enero de 2022           |
| Gyeong-su se araña mientras lucha contra un zombi y se aísla en otra habitación cuando Na-yeon lo acusa de estar infectado. A pesar de no mostrar síntomas iniciales, Na-yeon lo hostiga fingiendo disculparse y curando su arañazo con su pañuelo. Gyeong-su se transforma repentinamente y ataca a Cheong-san, lanzándose por una ventana en el proceso. Nam-ra revela que Na-yeon causó la infección de Gyeong-su al usar su pañuelo manchado con sangre de zombi para tocar el arañazo de Gyeong-su. El grupo condena a Na-yeon, lo que la hace salir furiosa por los pasillos, seguida por la Sra. Park. Mientras tanto, Gwi-nam delata a varios supervivientes con zombis para escapar de la cocina. La madre de Cheong-san se dirige a la escuela en busca de su hijo. Por otra parte, Nam So-ju, bombero y padre de On-jo, junto con su equipo, la asambleísta Park Eun-hee y otros funcionarios del gobierno están atrapados dentro de un edificio gubernamental. Park Hee-su, una estudiante embarazada, da a luz en un baño público. Huye con el bebé, pero es mordida y se esconde en el restaurante familiar de Cheong-san, asegurándose de que el bebé no esté al alcance mientras gira. El brote provoca que las fuerzas gubernamentales, bajo el mando de Jin Seon-moo, declaren la ley marcial e inicien la evacuación de los supervivientes. |               |                               |
| 4 | «Episodio 4»  | 28 de enero de 2022           |
| La madre de Cheong-san llega a la escuela, pero rápidamente es rodeada y asesinada por zombis, entre ellos el zombificado Gyeong-su. El detective de policía Song Jae-ik interroga a Byeong-chan, quien admite haber creado el virus, conocido como el "Virus Jonas", en un intento de fortalecer a Jin-su contra sus acosadores. Sin embargo, esto resultó ineficaz, ya que Jin-su se convirtió en zombi e infectó también a su madre. De repente, una horda de zombis invade la comisaría. Byeong-chan, mordido, informa a Jae-ik que su investigación sobre una cura está en su portátil en el laboratorio de ciencias de la escuela. Se sacrifica a la horda, lo que permite que Jae-ik y el oficial novato Jeon Ho-chul escapen. En la escuela, Su-hyeok y Cheong-san recuperan un teléfono inteligente de la sala de profesores y se encuentran con Min Eun-ji, una paria de la escuela que fue mordida pero no se ha transformado. Son separados por zombis. Su-hyeok regresa a la sala de transmisión mientras Cheong-san se ve obligado a huir con el teléfono. Cheong-san se esconde en la oficina del director, donde presencia cómo Gwi-nam lo mata antes de huir de nuevo, perseguido por Gwi-nam. Mientras tanto, So-ju, su equipo superviviente y los funcionarios del gobierno son evacuados.                                                  |               |                               |
| 5 | «Episodio 5»  | 28 de enero de 2022           |
| Cheong-san y Gwi-nam se pelean encima de una estantería en la biblioteca de la escuela. Cheong-san le arranca el ojo izquierdo a Gwi-nam antes de empujarlo hacia una horda de zombis. Escapa por un respiradero e intenta pedir ayuda con el teléfono, pero descubre que el gobierno ha cortado todas las comunicaciones para gestionar la crisis. Mientras tanto, Joon-yeong y On-jo recuperan un dron del laboratorio de ciencias para buscar a Cheong-san. Mientras pilotean el dron en el exterior, encuentran gran parte de la ciudad en ruinas. Ha-ri, Min-jae, Jun-seong y Mi-jin se dirigen a la clínica de la escuela, solo para descubrir que también se han cortado todas las conexiones a internet. Jae-ik y Ho-chul se refugian en el restaurante familiar de Cheong-san y rescatan al bebé de Hee-su. So-ju y su grupo llegan a un campamento militar, pero las autoridades militares le prohíben salir a buscar a On-jo. Gwi-nam, después de haber sobrevivido a sus heridas y haber conservado la conciencia humana a pesar de haber sido mordido, jura vengarse de Cheong-san. |               |                               |
| 6 | «Episodio 6»  | 28 de enero de 2022           |
| Los estudiantes difunden música por toda la escuela para distraer a los zombis mientras se encuentran con Cheong-san. Gwi-nam los persigue, mostrando una fuerza sobrehumana al atacar a Su-hyeok y morder a Nam-ra, y finalmente es empujado por una ventana. Los estudiantes se retiran al aula de música. Cheong-san, responsable de la infección de Gwi-nam, argumenta que Nam-ra está infectada, pero ella sigue siendo humana y no se transforma. On-jo sugiere que ella, Gwi-nam y Eun-ji desarrollaron algún tipo de inmunidad al virus. Sin que ellos lo sepan, Na-yeon se esconde en un almacén cercano, cerrado con llave y lleno de comida. En el restaurante, Jae-ik y Ho-chul rescatan a una joven llamada Se-bin. So-ju escapa del campamento y se dirige a la escuela para rescatar a On-jo. |               |                               |
| 7 | «Episodio 7»  | 28 de enero de 2022           |
| El soldado Lee Jae-joon es mordido y se convierte en zombi durante una misión de limpieza. Los investigadores usan su cuerpo infectado para examinarlo. A medida que la infección de Nam-ra se intensifica, comienza a anhelar carne humana y desarrolla una audición, visión y olfato más agudos. Ella y Su-hyeok se confiesan sus sentimientos y se besan. Los estudiantes huyen a la azotea, solo para encontrar la puerta cerrada desde afuera por su compañero y marginado escolar, Kim Cheol-soo. Kim Cheol-soo sabe que hay estudiantes detrás de la puerta, pero no la abre. Repelen oleadas de zombis y a Gwi-nam, quien sobrevivió a la caída. Jae-ik, Ho-chul y los niños escapan del restaurante en una motocicleta y encuentran a otro superviviente: un transmisor en vivo llamado "Orangibberish". Sin embargo, Ho-chul se marcha con los niños cuando los zombis se acercan, dejando atrás a Jae-ik y a Orangibberish. |               |                               |
| 8 | «Episodio 8»  | 28 de enero de 2022           |
| La infección de Nam-ra le otorga una fuerza increíble, lo que le permite lanzar a Gwi-nam por las escaleras. Eun-ji incendia la sala de profesores antes de marcharse, activando la alarma de incendios y finalmente abriendo las puertas de la azotea. Sin embargo, los estudiantes llegan demasiado tarde, ya que un helicóptero de rescate se ha marchado solo con Cheol-soo. Construyen una señal de socorro con palos y tablas antes de reunirse más tarde alrededor de una fogata. Cheong-san revela sus sentimientos por On-jo, lo que la molesta. Jae-ik y Orangibberish son rescatados por Ho-chul, quien regresa con un autobús y los dos niños. Los militares los encuentran y los evacuan, y también evacuan a Eun-ji. Los flashbacks revelan que la Sra. Park fue mordida mientras salvaba a Na-yeon, quien ahora busca expiar sus actos. Ella se abastece de comida para dársela al grupo y se dirige a la azotea, pero es encontrada y asesinada por Gwi-nam, quien planea otro ataque contra los estudiantes. |               |                               |
| 9 | «Episodio 9»  | 28 de enero de 2022           |
| Gwi-nam sube a la azotea y ataca a los estudiantes, pero la fuerza de Nam-ra le permite dominarlo una vez más, empujándolo desde la azotea. Jae-ik revela a los militares que la computadora portátil de Byeong-chan, que se cree contiene la cura, se encuentra en la escuela. Un equipo de despacho va a recuperar la computadora y se prepara para rescatar a los estudiantes. Sin embargo, Eun-ji se enfurece en el campamento y muerde a Cheol-soo. Es capturada y examinada de inmediato, lo que resulta en órdenes repentinas de clasificar a todos los sobrevivientes como asintomáticos; por lo tanto, el equipo de despacho se ve obligado a abandonar a los estudiantes, para gran consternación de estos. Se desata una fuerte tormenta eléctrica que dificulta la capacidad de los zombis para oír y oler. Los dos grupos supervivientes de la escuela deciden aprovechar esta ventaja para escapar de nuevo. El grupo de la azotea se dirige a la planta baja, donde un horrorizado Cheong-san encuentra a su madre zombificada. |               |                               |
| 10 | «Episodio 10» | 28 de enero de 2022           |
| Los gritos de Cheong-san atraen la atención de los zombis cercanos, obligando a los estudiantes a huir. Ji-min se separa del grupo y muere rápidamente. Los estudiantes se unen al grupo de Ha-ri en el gimnasio, pero pronto se ven rodeados de zombis. Min-jae huye al exterior; Jun-seong se sacrifica para que todos puedan esconderse en la sala de equipos. A la mañana siguiente, Cheong-san y On-jo se reconcilian y prometen hablar de su relación cuando lleguen a un lugar seguro. Los estudiantes usan carritos metálicos para formar una barricada móvil y llegar sanos y salvos a la salida trasera del gimnasio. Sin embargo, Joon-yeong recibe un mordisco en la mano a través de una abertura en la barricada, y la trepa para defenderse de los zombis antes de darse la vuelta. So-ju, que finalmente llega a la escuela, acude al rescate. Mientras tanto, los investigadores deducen que la adaptabilidad del virus y el estado irreversible de sus víctimas hacen imposible una cura. El comandante Jin autoriza el bombardeo de Hyosan. |               |                               |
| 11 | «Episodio 11» | 28 de enero de 2022           |
| Tras escapar del gimnasio, On-jo finalmente se reúne con su padre, pero el grupo se ve obligado a huir de nuevo ante la llegada de zombis. So-ju desvía a los zombis, sacrificándose para que los estudiantes lleguen a una obra cercana, donde se refugian en un andamio. Gwi-nam presiona a Min-jae sobre el paradero del grupo antes de morderlo y dejarlo transformarse. El ejército despliega drones emisores de sonido para atraer zombis de toda la ciudad a lugares seleccionados para bombardear, incluyendo el instituto Hyosan. Mientras los estudiantes intentan escapar de nuevo, son emboscados por Gwi-nam, quien muerde a Cheong-san en el brazo izquierdo. Cheong-san lo empuja del andamio y, sabiendo que inevitablemente se transformará, besa y abraza a On-jo antes de correr para distraer a los zombis, permitiendo que los demás escapen sanos y salvos de la escuela. Gwi-nam lo ataca y ambos se enfrentan en un duelo final, que culmina con Gwi-nam arrancándole el ojo izquierdo a Cheong-san para vengarse. Las bombas se activan, aniquilando instantáneamente a miles de zombis y aparentemente matando a Cheong-san y a Gwi-nam en la explosión. El comandante Jin se suicida arrepentido de haber autorizado el bombardeo.                                                                                                  |               |                               |
| 12 | «Episodio 12» | 28 de enero de 2022           |
| On-jo llora la muerte de su padre y Cheong-san. Los estudiantes llegan a un barrio evacuado, donde luchan contra una horda de zombis que evadieron los bombardeos. Woo-jin es mordido mientras salva a Ha-ri, lo que obliga a Nam-ra a matarlo después de que se transforma. Mientras huyen, el ansia de carne humana de Nam-ra se vuelve incontrolable y casi muerde a On-jo. Temiendo sus propios impulsos, se aleja del grupo y desaparece. Los estudiantes sobrevivientes —On-jo, Su-hyeok, Dae-su, Hyo-ryung, Mi-jin y Ha-ri— llegan a un puesto de control militar y finalmente son rescatados. Cuatro meses después, el gobierno levanta la ley marcial en Hyosan, pero mantiene medidas de cuarentena para los sobrevivientes en un campamento. Al notar una fogata en la azotea de la escuela desde lejos, el grupo se escabulle para investigar. Se reencuentran con alegría con Nam-ra, quien parece estar sorprendentemente bien. Ella revela que hay otros sobrevivientes mitad zombis como ella, antes de saltar del techo para unirse a ellos. |               |                               |

## Producción

### Desarrollo
El 12 de abril de 2020, Netflix anunció a través de un comunicado de prensa que JTBC Studios y Film Monster producirían una serie llamada All of Us Are Dead basada en el popular webtoon Now at Our School.

### Audiciones
El 19 de abril de 2020, se confirmó que Yoon Chan-young protagonizaría la serie como uno de los estudiantes. Park Ji-hoo se unió al elenco principal el 22 de abril. El 1 de julio se les unieron oficialmente Cho Yi-hyun, Park Solomon y Yoo In-soo.

### Rodaje
La producción se suspendió temporalmente en agosto de 2020 debido a la pandemia de COVID-19 en Corea del Sur.
En junio de 2025, se anunció que al reparto de la segunda temporada se le habían unido Roh Jae-won, Lee Min-jae, Kim Si-eun y Seo Ji-hoon, Yoon Ga-i, Kim Min, Ahn Dong-goo, Ryu Sung-rok y Han Hyun-jun. La fotografía principal comenzó el 23 de julio de 2025.

## Crítica
Pierce Conran (South China Morning Post) escribe que la serie «comienza con un episodio impresionante que está lleno de energía», que «pasa en un abrir y cerrar de ojos, pero no se puede decir lo mismo de los siguientes, que se enredan en un patrón repetitivo». Señala que en la serie se tocan una gran cantidad de temas, como el acoso escolar, los exámenes de ingreso a la universidad, las desigualdades sociales o hechos trágicos de la historia reciente surcoreana, aunque las implicaciones morales subyacentes son desconcertantes: «todos los personajes víctimas de acoso están pintados negativamente: cuanto más cruel es su victimización, más psicóticos y antipáticos son al convertirse en villanos».
Juan Manuel Freire (El Periódico), subraya que «como en muchos otros ejemplos de fantástico surcoreano, el delirio de género se combina con el realismo crítico», con alusiones a problemas de la juventud surcoreana. Para este crítico, «Estamos muertos resulta bastante efectiva como tragicomedia romántica, pero sorprende y brilla realmente en sus despliegues de acción zombi».